# Untilted
Albums de Autechre
Draft 7.30
(2003) Quaristice
(2008)
Untilted est un album du groupe anglais de musique électronique Autechre, sorti sur le label Warp Records en 2005. Il est sorti le 18 avril 2005 en Europe, le 19 avril 2005 aux États-Unis et le 9 avril 2005 au Japon.
L'album est arrivé 199e dans les charts anglais, une performance honorable pour un album de musique électronique aussi minimaliste.

## Pistes
| 1.    | LCC              | 7:46  |
| 2.    | Ipacial Section  | 9:57  |
| 3.    | Pro Radii        | 8:42  |
| 4.    | Augmatic Disport | 9:27  |
| 5.    | Iera             | 4:55  |
| 6.    | Fermium          | 5:45  |
| 7.    | The Trees        | 7:26  |
| 8.    | Sublimit         | 15:52 |
| 69:50 |                  |       |